# Otluyazı
Otluyazı (früher Hulik) ist ein Dorf im Landkreis Ahlat der türkischen Provinz Bitlis. Otluyazı liegt etwa 82 km nordöstlich der Provinzhauptstadt Bitlis und 25 km nördlich von Ahlat. Otluyazı hatte laut der letzten Volkszählung 950 Einwohner (Stand Ende Dezember 2010). Die Bevölkerung besteht hauptsächlich aus Kurden und Osseten.